# Kotledsinflammation
Kotledsinflammation är en inflammation i kotleden som drabbar hästar. Kotleden sitter långt ned på hästens ben, mellan skenbenet och hoven. Kotledsinflammation kan förekomma hos alla hästraser och den vanligaste orsaken till att det uppstår är överansträngning av kotleden, genom felaktig eller för hård träning. Andra orsaker kan vara övervikt, felaktig skoning eller dåligt underlag. Om hästen endast fått en kotledsinflammation är rehabiliteringen lättare än om skada på ledbrosk eller annan vävnad uppstått.

## Beskrivning
En inflammation innebär att kroppen reagerar på överbelastning eller skada. Det finns olika typer av inflammationer, däribland akut och kronisk inflammation. En akut inflammation kan utvecklas till en kronisk inflammation vid fel behandling. 
Vid en inflammation frigörs histamin vilket resulterar i att genomsläppligheten i blodkärlen ökar, vilket i sin tur resulterar i en ökad cirkulation. Det blir ett tryck i leden som leder till smärta. 
En inflammerad kotled måste behandlas då den sällan läker av sig själv. Om inflammationen blir kronisk är den svår att behandla och risken för skador på ledbrosket är avsevärt större.

## Symptom
Det finns fem stycken tecken som indikerar att en häst har en inflammation: svullnad, värme, nedsatt funktion, smärta och hudrodnad. Vid misstanke av kotledsinflammation bör man omgående kontakta en veterinär.

## Behandling
Behandling av kotledsinflammation bör göras på en klinik av en veterinär. Skadan behandlas genom att man sprutar in antiinflammatoriska substanser i leden, som exempelvis kortison eller hylartin. Det finns dock nackdelar med denna typ av behandling, risken för infektioner är minimal men förekommer och då ofta i lederna. På grund av detta är hygienen vid sprutning väldigt viktigt. 
Det finns ett annat alternativ, oral medicinering med mediciner som Metacam, Fenylbutazon och Finadyne. Men även denna behandlingsmetod har nackdelar, som påverkan på mag- och tarmsystem vilket i sin tur kan leda till matvägran, även om det inte är så vanligt. Den värsta biverkningen som hästen kan få är magsår. Känsligast för dessa preparat är föl och ponnyer. Preparatet påverkar hela kroppen och ibland kan den önskade effekten utebli. 
En behandling som denna följs normalt av vila och skrittpromenader. Hästen kan gå i hage beroende på hältans grad, hagen och flocken. Hagen bör ha plant underlag och får inte leka i hagen. Man rekommenderar vanligtvis promenader på plant underlag på raka spår cirka 20 till 60 minuter per dag och ett återbesök efter 14 dagar. Om hästen fortfarande är halt vid detta återbesök görs proceduren om.

## Rehabilitering
Om hästen däremot inte är halt vid återbesöket påbörjas rehabilitering. Det är dock inte alltid som hästen kan eller ska återinpassas. Om anledningen till skadan var överbelastning så måste ryttaren ändra sin inställning till träning och ta det lite lugnare. 
Om skador på ledbrosket uppstått så måste hästens användningsområden begränsas. 
För att sätta igång hästen på rätt sätt bör detta ske gradvis, man börjar alltså med lite skritt och ökar successivt träningen. Man kan föra en träningsdagbok för att ha koll på hästens framsteg. I början bör hästen bara gå på rakt spår.

## För att undvika skadan
För att undvika skadan så ska man träna hästen så varierat som möjligt, man kan till exempel rida dressyr, konditionsträning, tömkörning och gymnastikhoppning. Det är även viktigt att variera underlag så att man inte alltid rider på samma underlag, till exempel i ridhus eller i paddock. Eftersom denna skada även orsakas av överbelastning så är det viktigt att läsa av sin häst och anpassa träningen efter hästens styrka och kondition.